# Enquête Parallèle
Enquête Parallèle est une série télévisée franco-belge réalisée par Stéphanie Pillonca, Christophe Paturange et Thierry Binisti d'après un scénario d'Armelle Patron et Emmanuel Patron.
Cette fiction est une coproduction de Brain Productions, France Télévisions, Auvergne-Rhône-Alpes Cinéma, New Frontier Films, Jungle Films et la RTBF pour France 3,,.

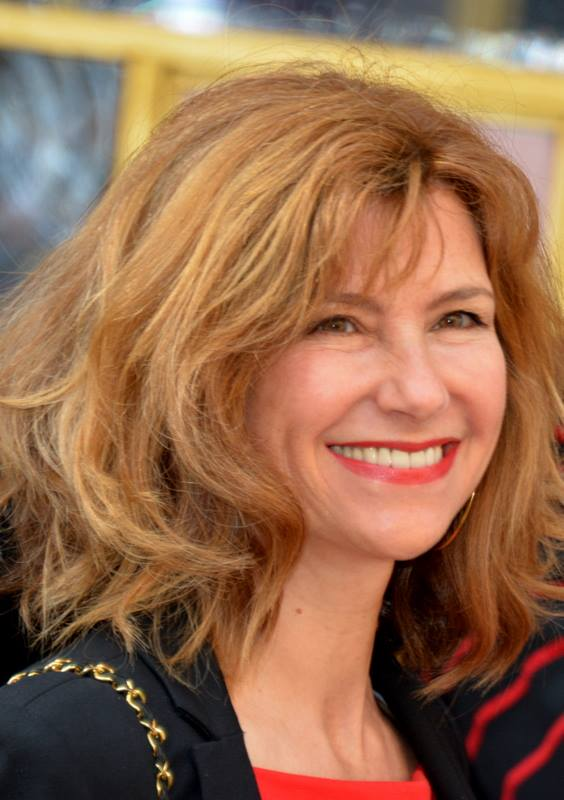
Florence Pernel.

## Synopsis
Fred, une ancienne reporter de guerre qui est maintenant journaliste pour une télévision régionale, se lance avec son cameraman, Manu, dans des enquêtes parallèles à celles du commandant de gendarmerie Pierre Langlois.

## Distribution principale
- Florence Pernel : Fred Chaperot, ancienne reporter de guerre
- Jessyrielle Massengo : Rosa, la fille adoptive de Fred
- Macha Méril : Colette Chaperot, la mère de Fred
- Jean-Baptiste Shelmerdine : Manu, le caméraman de Fred
- Frédérique Tirmont : Pauline Doré, la patronne de Fred

## Production

### Genèse et développement
Le scénario est de la main d'Armelle Patron et Emmanuel Patron, et la réalisation est assurée par Stéphanie Pillonca,,.
La production est assurée par Alain Pancrazi et Laurent Bacri via Brain Productions,.
En décembre 2023, Florence Pernel révèle que cette fiction donnera lieu à une suite : « On va tourner deux prochains épisodes dans la région, un au mois de mai et un au mois d'août. Pour la suite, tout dépendra du succès de la collection et l'envie des téléspectateurs d'y retourner », tout en précisant : « C'est une collection, on en tournera au maximum deux par an ».

### Attribution des rôles
Ariane Massenet, ancienne journaliste et animatrice télé, interprète le rôle d'une militante écolo qui occupe une zone à défendre qu'elle entend protéger. Lorsque le magazine Ciné-Télé-Revue lui demande si elle a été étonnée qu'on lui propose ce rôle, elle répond : « Un peu. Mais j'ai dit oui direct, car c'est à l'opposé de moi à tout point de vue. Au moins, ça me permet de créer un personnage en essayant de le rendre le plus crédible possible. C'était assez excitant »,.

### Tournage
Le tournage de l'épisode 1 se déroule du 2 au 28 juin 2023 dans la région lyonnaise (Lyon, Écully, Sérézin-du-Rhône, Saint-Cyr-au-Mont-d'Or, Chaponost, Charbonnières-les-Bains), à Brullioles (Rhône), ainsi que dans la Loire à Juré,,,,,,. Les scènes qui se passent au « Pont des suicidés » ont été tournées au viaduc de Juré et celles de la gendarmerie à la mairie de Sérézin-du-Rhône.
Le tournage de l'épisode 2 (Un crime presque parfait) a lieu du 15 mai au 7 juin 2024 à Lyon et dans le département du Rhône,.
Le tournage de l'épisode 3 (Une bonne étoile) a lieu du 12 novembre au 9 décembre 2024 à Lyon et dans le département du Rhône, notamment à Écully (décor de la maison de Fred), Sérézin-du-Rhône (mairie) et Lacenas (Domaine de la Ruisselière), ainsi que dans le département de l'Ain à Pérouges (place du Tilleul),.
Le tournage de l'épisode 4 (Liberté, Égalité, Fraternité) se déroule du 17 mars au 10 avril 2025 en région lyonnaise, notamment à Écully et Sérézin-du-Rhône.

### Fiche technique
Sauf indication contraire, les informations mentionnées dans cette section peuvent être confirmées par les bases de données cinématographiques  présentes dans la section « Liens externes ».
- Titre français : Enquête Parallèle
- Réalisation : Stéphanie Pillonca[10], Christophe Paturange[15], Thierry Binisti[17]
- Scénario : Armelle Patron, Emmanuel Patron[10], Emmanuel de Arriba, Nathalie Demarta[17]
- Musique : Martin Balsan
- Décors : Margaux Coste
- Costumes : Anne-Sophie Pizzo
- Photographie : Christophe Paturange
- Son : Romain Bossoutrot
- Montage : Fabien Bouillaud et Rodolphe Risse
- Production : Alain Pancrazi et Laurent Bacri
- Sociétés de production : Brain Productions, France Télévisions, Auvergne-Rhône-Alpes Cinéma, New Frontier Films, Jungle Films et la RTBF
- Pays de production :  France,  Belgique
- Langue originale : français
- Format : couleur
- Genre : Policier
- Durée : 90 minutes
- Dates de première diffusion :
  - Belgique : 28 novembre 2023 sur La Une[8],[18]
  - France : 9 décembre 2023 sur France 3[19],[10]

## Épisodes

### Épisode 1
En faisant son jogging, Rosa, une jeune fille de 16 ans, découvre le corps d'un jeune homme au pied du « pont des suicidés ». La gendarmerie conclut un peu rapidement à un suicide mais Rosa n'en croit rien et convainc sa mère adoptive Fred d'enquêter car le jeune homme sera enterré sous X si personne ne répond à l'appel à témoins pour identifier le corps.
Partant du seul indice disponible, un tatouage de papillon monarque sur le bras du jeune homme, Fred, une ancienne reporter de guerre qui est maintenant journaliste pour une télévision régionale, se lance avec son caméraman Manu dans une enquête parallèle à celle du commandant de gendarmerie Pierre Langlois afin d'essayer de trouver l'identité de la victime.
- Medi Sadoun : commandant Pierre Langlois
- Ariane Massenet : Béa, zadiste
- Stomy Bugsy : Boris, l'activiste écolo
- Arthur Legrand : Guillaume Jaspaing / Arthur Desbois
- Clémence Boisnard : Barbara Tournier, la compagne de  Guillaume
- Kassim Meesters : Maxence Jaspaing
- Anais Parello : Justine Jaspaing
- Marie-Christine Adam : Adèle Jaspaing
- Xavier Maly : Georges Jaspaing
- Jérôme Le Banner : le jardinier des Jaspaing

### Épisode 2:Un crime presque parfait
Lors de la « Foire des Saveurs », Jacques Rouvert, maître-verrier et ferronnier, monte sur les toits et menace de se suicider. Fred Chaperot monte à son tour sur les toits et l'en dissuade.
Mais, le lendemain, Fanny, la femme de Jacques, est retrouvée morte chez elle, victime d'une chute depuis la mezzanine et Jacques est immédiatement arrêté par la gendarmerie. Fred, persuadée de son innocence, se lance dans une enquête avec l'aide de Manu.
- David Mora : commandant Thomas Bellemin
- Éric Savin : Jacques Rouvert
- Laurence Pierre : Fanny Rouvert
- Malik Zidi : Rémi, le frère de Fanny
- Annie Grégorio : Monique Chapuis, la secrétaire de la ferronnerie

### Épisode 3:Une bonne étoile
Hervé Lambert, un vieil ami de Colette, la mère de Fred, débarque chez les Chaperot alors qu'il est suspecté du meurtre d'un braqueur de banque dont il a partagé la cellule. Fred et son caméraman Manu mènent l'enquête, qui les amène à un célèbre restaurant de la région.
- Frédéric van den Driessche : Hervé Lambert
- David Baïot : commandant Christopher Smith
- Lionnel Astier : Jérôme Pottier

### Épisode 4:Liberté, Égalité, Fraternité
- Isabelle Vitari
- Noël Faure
- Mathias Van Khache
- Pasquale d'Inca
- Christophe Heraut
- Véronique Kapoïan
- Elise Tielrooy

## Accueil

### Diffusions et audience
En Belgique, le premier épisode, diffusé le 28 novembre 2023 sur La Une, est regardé par 243 601 téléspectateurs et se classe premier en termes d'audience ; l'audience à 7 jours monte à 288 810 téléspectateurs.
En France, diffusé le 9 décembre 2023 sur France 3, il est regardé par 4 530 000 téléspectateurs et se classe premier en termes d'audience.

### Accueil critique
Le magazine Télé-Loisirs attribue 4 étoiles sur 4 au téléfilm en soulignant que « Derrière des atours de polar anodin se tapit une intrigue prometteuse, servie par une galerie de personnages bien campés. Pleine de fougue et de ténacité, Florence Pernel nous tire un florilège d'éclats de rire et insuffle une énergie inaltérable à cette fiction qui sort des sentiers battus du genre. Une nouveauté fictionnelle au charme certain ».
Pour Lucie Reeb, du site Allociné, « Si le scénario d'Enquête Parallèle ne fait pas forcément toujours dans la dentelle, certains personnages étant très caricaturaux, et le dénouement manquant un peu d'enjeux, il n'en reste pas moins que ce téléfilm policier nous offre une enquête bien ficelée et surtout extrêmement distrayante. Les scénaristes ont en effet décidé de jouer sur l'humour, en nous offrant des situations qui ne manqueront pas de faire sourire les téléspectateurs, notamment grâce au duo Florence Pernel et Jean-Baptiste Shelmerdine, qui fonctionnent extrêmement bien, les deux comédiens apportant une énergie folle au ce téléfilm policier. Une petite pépite à ne pas manquer ! ».
Caroline Constant, de L'Humanité, est également très enthousiaste : « Certes, le scénario n'est pas des plus originaux. Il correspond à cette case de la grille de France 3. Mais pour une fois, ce n'est pas une équipe de policiers qui enquête, mais une équipe de journalistes, et mine de rien, cela bouge les curseurs. C'est une petite curiosité, qui mériterait d'être déclinée, tant on quitte ces personnages à regret ».